# さよならトリガー
『さよならトリガー』は、千田大輔による日本の4コマ漫画作品。『マガジンSPECIAL』（講談社）にて、2014年1月号から2016年2月号まで連載。
元軍人なのにヘタレかわいい転校生のアナ、お調子者のヒユリ、ツッコミ役のツグミ3人の女子高生を中心とした、日常系・下ネタ・ちょっぴり危険なネタありの、ギャグ4コマ漫画。

## 登場人物
不来方、雫石、矢巾、大東、西和賀、久慈、北上、宮古など岩手県の地名から取られた名字が多い。
アナスタシア
通称アナ。外国の元陸軍部隊所属。階級は一等兵。転校生として日本の高校にやってきた美少女。学校でも迷彩服を着用し銃火器や武器を携行する。左目に眼帯をつけている。貧乳。普段から元軍人だとは思えないポンコツな面があり、いじられやすく涙もろいドジっ子。眼帯がとれたり武器を失くしたり、なにかの節に別人格が覚醒する。高校転入当初は人見知りであったが、たくさんの人物たちに好かれていく中で明るい人柄になっていく。「天然の人たらし」。
不来方 続道（こずかた つぐみ）
通称ツグミ。作品のツッコミ役。ヒユリとは小学生の時からの幼馴染み。快活かつ秘かに乙女な性格。運動神経は抜群だが、体育以外の学業が苦手。爽やかな正義感持ちで、男女問わず慕われている。だが夜道やお化け屋敷などが苦手で、下ネタに弱く赤面しやすい。料理が得意であったり、可愛いものが好きでうさぎのぬいぐるみ「うー」を所持している。修学旅行に連れて行った事もあった。
雫石 妃百合（しずくいし ひゆり）
通称ヒユリ。ツグミと幼馴染み。女の子が大好き。日本の文化に疎いアナに付け込んでよくからかったり密室に連れ込んで「目覚めそう」なイタズラをする。幼い頃のツグミに密室でいたずらをした過去もあり、興奮を覚え頻繁に鼻血を出したりする。校内一イケメンの前沢先輩に好意を寄せられている。
ヴァネッサ・ベル
通称ベル。アナとはかつて同じ部隊の仲間で、アナを追いかけて日本にやって来た少女。見た目は幼く、自由奔放で言動も子供じみているが、普段のアナよりも軍人としての身体能力は高い。こけしが好き。人懐っこく、特にレイカによく懐いている。
金ヶ崎 麗華（かねがさき れいか）
アナやツグミ達の同級生。お金持ちの家柄の巨乳。アナ達に構って欲しいが素直になれず、高飛車な口調でちょっかいを出すが、避けられてしまう。その容姿から密かな男子人気は高いが、他者への上からの物言いが原因で、ツンデレを気取るもたびたび不憫な目に遭う。ベルによく懐かれていて、満更でもない。
マルカ
アナの姉代わり。血は繋がっていないらしい。ロシア帽を被っている元軍人（主に諜報活動）。アナ達の高校に教師として赴任してきた。成人なのに背が低く、幼い外見からツグミに「合法ロリ」と称された。真面目な性格で、自身に好意を示してくる男が大の苦手。
矢巾 由良 (やはば ゆら)
アナ達と同級生の化学部部員。臆病でコミュ力の低い人柄。薄く暗い存在感から夜間の校内でツグミを初対面から怯えさせた。ある有名な麻薬を理科室で精製していた事がある。嬉しくなると失禁する癖の持ち主。
久慈 景子（くじ けいこ）
家庭科教師。武器を携行し人格の変わりやすいアナに教師として指導をするが、銃口を向けられ口が利けなくなるほど怯えた事がある。彼氏に恵まれないらしい。酒に弱く、酔うと本音が出てしまうタイプ。
北上 美遥（きたかみ みはる）
体育教師。勤務中であっても教師らしからぬ自由さで振る舞う。酒癖が悪い。
宮古 鈴鳴（みやこ すずな）
保健医。久慈と北上の保護者的存在。作中において数少ない常識人。
担任
アナ達のクラスの担任の男性教師。筋骨隆々。時々なぜか上半身裸。いつもスモールサイズの服しか着ない。独身。
茂部（もぶ）
アナ達と同じクラスの男子生徒。男子生徒の中では名前が付いている数少ない人物。他の女子には全く興味を示さず、アナに対してだけ熱烈な好意を持つ。フラれることも度々だが、アナも茂部には心を開いている。
前沢（まえさわ）
茂部の先輩にあたる男子生徒。容姿端麗・運動神経抜群と女子に人気のイケメン。ヒユリに一途な好意を抱いているが、ヒユリには翻弄されている。
大東 桜子（だいとう さくらこ）
生徒会長。一般人だがなぜか常に帯刀している危険人物。小柄で貧乳。友達がいないことを気にしている。
西和賀 香澄 (にしわが　かすみ)
副会長。暴走しがちな生徒会長を制御できる保護者のような存在。桜子は香澄のことを友達だと思っている。

## 書誌情報
- 千田大輔 『さよならトリガー』 講談社《講談社コミックス》、全3巻
  1. 2014年12月17日発売、ISBN 978-4-06-395275-9
  2. 2015年6月17日発売、ISBN 978-4-06-395423-4
  3. 2016年2月17日発売、ISBN 978-4-06-395423-4